# Блекфрайърски мост
Блекфрайърски мост (на английски: Blackfriars Bridge) е мост в Лондон, разположен на река Темза между мостовете Милениъм Бридж и Ватерло. Открит е през 1769 година. Той е третият пореден мост, построен след Лондонския и Уестминстърския мост. В периода 1833 – 1840 година претърпява значителни реконструкции и е открит отново през 1869 година от кралица Виктория.
Мостът е дълъг 281 метра и широк 32 метра, боядисан в червено и бяло. На него също така има различни скулптурни фигури.